# Коновали (Україна)
Конова́ли — село в Україні, Сумській області, Роменському районі. Населення становить 153 осіб. Входить до складу Хмелівської сільської громади. До 2020 орган місцевого самоврядування — Сулимівська сільська рада.

## Географія
Село Коновали розташоване за 1,5 км від лівого берегу річки Ромен, неподалік від її витоків. За 1,5 км розташоване село Сулими.
По селу протікає струмок, що пересихає. Поруч пролягає автомобільний шлях Т 1907.

## Історія
Село постраждало внаслідок геноциду українського народу, проведеного урядом СРСР 1923—1933 та 1946—1947 роках.
12 червня 2020 року, відповідно до розпорядження Кабінету Міністрів України № 723-р «Про визначення адміністративних центрів та затвердження територій територіальних громад Сумської області», село увійшло до складу Хмелівської сільської громади.
19 липня 2020 року, в результаті адміністративно-територіальної реформи та ліквідації Роменського району(1930—2020), громада увійшла до складу новоутвореного Роменського району.

## Політика

### Парламентські вибори, 2019
На позачергових парламентських виборах 2019 року у селі функціонувала окрема виборча дільниця № 590537, розташована у приміщенні клубу.
Результати
- зареєстровано 138 виборців, явка 63,77%, найбільше голосів віддано за «Слугу народу» — 32,95%, за Всеукраїнське об'єднання «Батьківщина» — 17,05%, за Радикальну партію Олега Ляшка — 13,64%[4]. В одномандатному окрузі найбільше голосів отримали Анатолій Кобзаренко (самовисування) і Віктор Ладуха (Всеукраїнське об'єднання «Батьківщина») — по 24,10%, за Максима Гузенка (Слуга народу) — 20,48%[5].

## Економіка
- Молочно-товарна ферма (зруйнована)

## Соціальна сфера
- Будинок культури.